# Deadwood (Dakota do Sul)
Deadwood é uma cidade do estado norte-americano da Dakota do Sul.